# Ormyrus speculifer
Ormyrus speculifer is een vliesvleugelig insect uit de familie Ormyridae. De wetenschappelijke naam is voor het eerst geldig gepubliceerd in 1946 door Erdös.